# Sant Joan d'Isil
Sant Joan d'Isil és l'església parroquial romànica del poble d'Isil, en el terme municipal d'Alt Àneu, a la comarca del Pallars Sobirà.
Està situada mig quilòmetre al sud d'Isil, ran de les aigües de la Noguera Pallaresa, per la qual cosa és una de les construccions romàniques més notables i característiques de la Vall d'Àneu. S'esmenta per primer cop l'any 1095. Alguns autors l'havien considerada, erròniament seu d'un monestir templer i d'altres, d'un de benedictí. Sí que, en canvi, està documentada la seva funció parroquial, dins del deganat de la Vall d'Àneu.
Amb planta basilical de tres naus, la central més ampla i alta, amb volta de canó, coronades per un absis i dues absidioles decorats, a l'exterior, amb un fris de dobles arcuacions cegues amb lesenes. L'absis central presenta tres finestres de doble esqueixada, mentre que les absidioles només en tenen un al centre. Sobre el mur de llevant, on descansen els absis, es va obrir un ull de bou, centrat damunt de l'absis principal.

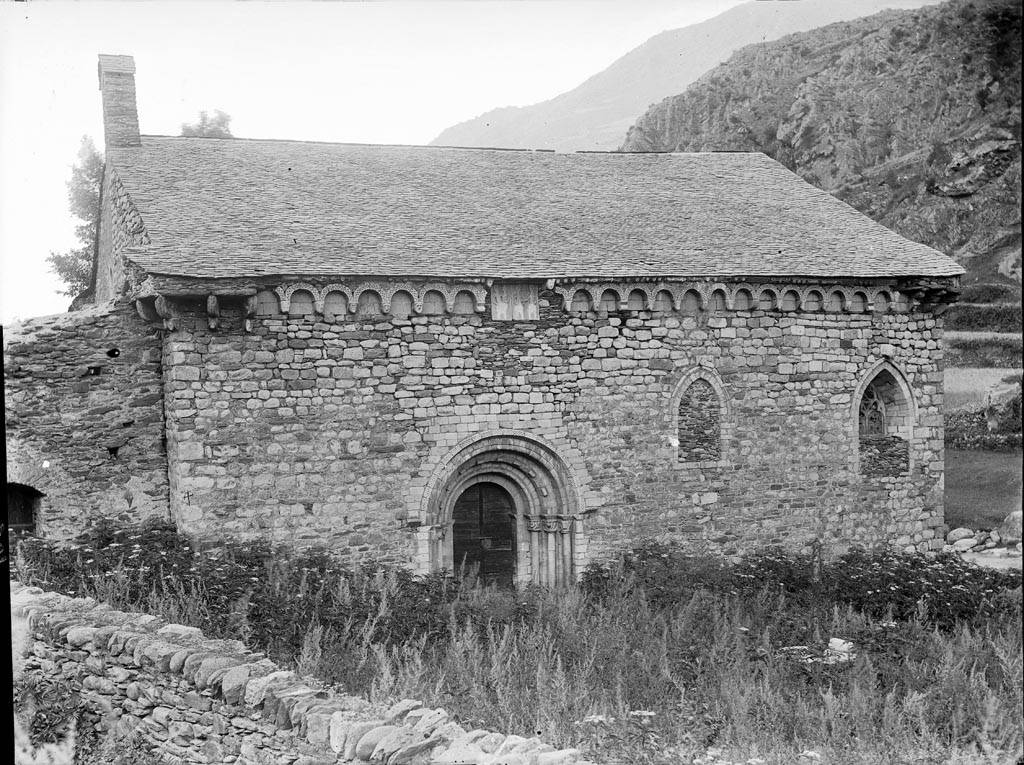
Sant Joan d'Isil el 1889

Tots els murs exteriors són senzills, menys el de migdia, on hi ha la portalada, que s'ha datat de finals del segle xii, de notable factura. Corona la paret un fris d'arcuacions cegues, entre les quals, interrompent-les, hi ha encastats dos relleus molt primitius, potser amb funció funerària, amb mènsules a cada costat. Les quatre cantonades sota la teulada estan rematades amb uns torrellons sostinguts per mènsules. La portalada consta de tres arquivoltes de mig punt en gradació que descansen sobre columnes llises amb capitells esculpits amb rostres humans i animals.
Entre el portal i l'absis s'obren dues finestres, d'estil gòtic, geminades i d'arc apuntat, i amb manell i traceria de trifolis, del segle xiv. A la façana de ponent hi ha un petit campanar de cadireta.
Són especialment destacables les escultures en baix relleu, de possible origen sepulcral, encastats a banda i banda de la porta principal de l'església, que s'obre a la façana de migdia, així com les abundoses sexifòlies